# هداية المرتاب وغاية الحفاظ والطلاب في تبيين متشابه الكتاب (كتاب)
هداية المرتاب وغاية الحفاظ والطلاب في تبيين متشابه الكتاب، تأليف علم الدين السخاوي المقرئ، والكتاب نظم فيه المؤلف المتشابه اللفظي في القرآن الكريم، ويذكر فيه المتشابه بأنواعه المختلفة، من الإبدال، أو الزيادة والنقص، أو التقديم والتأخير، وغير ذلك.
ذكر المؤلف منهجه في ترتيب الألفاظ في المنظومة، فقد رتبها على ترتيب حروف المعجم، فهو يحصر الكلمات المشكلة أو المتشابهة في آيات القرآن وينظم ألفاظها واختلافها، ويضع كل خلاف في بابه، أي في أول حرف من الكلمة، كما بين طريقته في معرفة باب الإشكال وكون الكلمة مزيدة على أصلها.
ويتعبر هذا النظم أول نظم في متشابه القرآن، وقد تداوله المختصون في علوم القرآن واعتنوا به، وتولى بعضهم شرحه.
طبع الكتاب في مركز جمعة الماجد بدبي بتحقيق عبد القادر الحسني.

## موضوع الكتاب
هداية المرتاب منظومة شعرية علمية من 431 بيتا يذكر فيها الناظم المتشابه اللفظي في القرآن الكريم، وقد بين المؤلف ذلك في مقدمة المنظومة حيث قال:
| وَقَدْ نَظَمْتُ فِي اشْتِبَـاهِ الْكَلِمِ       |  | أُرْجُـوزَةً كَـالـلُّـؤلُــؤِ الْمُـنَــظَّمِ |
| ------------------------------- |  | ------------------------------ |
| لَـقَّـبْـتُـهَـا: هِـدَايَـةَ الْـمُـرْتَـابِ |  | وَغَــايَــةَ الْحُــفَــاظِ وَالطُّــلابِ |
| أَوْدَعْتُهَا مَوَاضِعًا تَخْفَى عَلى         |  | تَالِي الْكِتَابِ وَتُرِيحُ مَنْ تَلا       |

وذكر محقق الكتاب عبد القادر الحسني أن السخاوي يذكر في المنظومة المتشابه اللفظي بأنواعه، سواء بالإبدال أو الزيادة والنقص أو التقديم والتأخير، وغير ذلك من الأنواع.

## منهج المؤلف في الكتاب
ذكر المؤلف منهجه في ترتيب الألفاظ في المنظومة، فقد رتبها على ترتيب حروف المعجم، فهو يحصر الكلمات المشكلة أو المتشابهة في آيات القرآن وينظم ألفاظها واختلافها، ويضع كل خلاف في بابه، أي في أول حرف من الكلمة، كما بين طريقته في معرفة باب الإشكال وكون الكلمة مزيدة على أصلها، وفي ذلك يقول الناظم:
| رَتَّبْتُهَـا عَلَى حُرُوفِ الْمُعْجَمِ           |  | فَــأَفْــصَــحَـتْ عَنْ كُـلِّ أَمْرٍ مُـبْهَمِ         |
| --------------------------------- |  | -------------------------------------- |
| فَــإِنْ أَرَدْتَ عِـلْـمَ لَفْظٍ مُشْكِلِ         |  | فَانْظُرْ إِلَى الْحَرْفِ الَّذِي فِي الأوَّلِ          |
| فَــإِنَّــهُ بَــابٌ مِــنَ الأبْـــوَابِ    |  | وَفِــيــهِ مَـــا رُمْـتَ بِــلا ارْتِـيَـــابِ   |
| وَلا تَـــعُــدَّ أَوَّلاً مَـــزِيـــــــدَا |  | إِلا إِذَا كَــــانَ هُـــوَ الْــمَــقْـصُــودَا  |
| وَإِنْ أَرَدْتَ عِلْمَ حَرْفٍ أَشْكَـلا           |  | أَلْــــفَــيْـتَــهُ فِــي بَـابِـهِ مُــحَـصَّـلا  |
| وَإِنْ تَـــوَالَـتْ كَلِمَاتٌ مُشْكِلَةْ         |  | جَــمَـعْتُـهَـا فِــي بَابِ حَرْفِ الأوَّلَةْ        |
| إِنْ أَمْكَنَ الْجَمْعُ وَإِلا انْفَرَدَتْ         |  | فَــوَقَــعَــتْ فِــي بَـــابِـهَــا وَوَرَدَتْ     |
| وَرُبَّــمَـــا أَغْــنَى عَنِ الْقَرِينِ       |  | قَــرِيـــنُـــهُ بِـــوَاضِـــحِ الـتَّـبْـيـيـنِ |
| وَرُبَّـمَـا جَــاءَا مَــعًــا فَـكَـانَـا   |  | كَـالشَّــاهِـدَيْـنِ أَوْضَـحَــا الْــبَـيَـانَـا   |
| وَكُــلُّ مَــا قَــيَّـدَهُ الإِعْرَابُ لَمْ     |  | آتِ بِـــهِ لأنَّ الاعْــرَابَ عَـــلَــمْ        |

## أهمية الكتاب
يتعلق الكتاب بفن عظيم من الفنون المتعلقة بالقرآن، فهو في بيان الألفاظ المتشابهة في القرآن، وهذا مما يحتاج حفاظ القرآن إلى معرفته وضبطه ليتقنوا حفظهم، ويعتبر هذا الكتاب أول منظومة في بيان المتشابه في القرآن، وقد نظمه المؤلف لينتفع به الطلاب ويسهل عليهم معرفة المتشابهات، هذا بالإضافة إلى منزلة الناظم في هذا العلم، ومهارته وإتقانه.

## شروح على الكتاب
نظرا لأهمية هذه المنظومة لطلاب القرآن، فقد شرحها بعض المختصين، فمن شرحها محمد سالم محيسن وشعبان إسماعيل، وسمي الشرح «التوضيحات الجلية شرح المنظومة السخاوية في متشابهات الآيات القرآنية»، ولها شرح آخر بعنوان «اللؤلؤ المنتظم وغاية الحفاظ» تأليف محمد أب الخير مصطفى.

## طبعات الكتاب
طبع الكتاب بتحقيق عبد القادر الخطيب الحسني، وهو من مطبوعات مركز جمعة الماجد للثقافة والتراث بدبي، ونشرته دار الفكر المعاصر ببيروت.